# Montabone
Montabone é uma comuna italiana da região do Piemonte, província de Asti, com cerca de 356 habitantes. Estende-se por uma área de 8 km², tendo uma densidade populacional de 45 hab/km². Faz fronteira com Acqui Terme (AL), Bistagno (AL), Castel Boglione, Castel Rocchero, Rocchetta Palafea, Terzo.

## Demografia
| Variação demográfica do município entre 1861 e 2011                               |
|                                                                                   |
| Fonte: Istituto Nazionale di Statistica (ISTAT) - Elaboração gráfica da Wikipedia |